# Халмеаг (Брашов)
Халмеаг (рум. Hălmeag) насеље је у Румунији у округу Брашов у општини Шеркаја. Oпштина се налази на надморској висини од 454 m.

## Становништво
Према подацима из 2002. године у насељу је живело 562 становника.

### Попис2002.
| Расподела становништва по националности 2002.‍ | Расподела становништва по националности 2002.‍ | Расподела становништва по националности 2002.‍ | Расподела становништва по националности 2002.‍ | Расподела становништва по националности 2002.‍ |
| --------------------------------------------- | --------------------------------------------- | --------------------------------------------- | --------------------------------------------- | --------------------------------------------- |
|                                               |                                               |                                               |                                               |                                               |
| Румуни                                        | Румуни                                        |                                               | 312                                           | 55,5%                                         |
| Мађари                                        | Мађари                                        |                                               | 213                                           | 37,9%                                         |
| Роми                                          | Роми                                          |                                               | 37                                            | 6,6%                                          |